# Ionescuellum haybachae
Ionescuellum haybachae är en urinsektsart som först beskrevs av Josef Nosek 1967.  Ionescuellum haybachae ingår i släktet Ionescuellum och familjen Hesperentomidae. Inga underarter finns listade i Catalogue of Life.